# The Rural Third Degree
The Rural Third Degree (também conhecido como A Rural Third Degree) é um filme mudo norte-americano de 1913, do gênero comédia, dirigido por Mack Sennett.